# セサミストリートのコーナー一覧
セサミストリートのコーナー一覧（List of Sesame Street recurring segments）とは、子ども向け教育番組「セサミストリート」で放送される様々なコーナーのリストである。
タイトルが日本語ではなく英語になっているが、これについては邦題不明もしくは未放送としている。

## 現在放送されているコーナー

### エルモズワールド（シーズン30 - 42、 46）
このコーナーは、シーズン30からシーズン42まで放送された。ヌードルさんがくつとかいろんな演技に挑戦したり、子供たちは大うけだった。また、この場組ではエルモが自分自身の力で想像力を働かせるという演出もあった。

### エルモ・ザ・ミュージカル（シーズン43 - 46）
このコーナーはシーズン43から46まで放送され、シーズン46ではエルモズワールドと交互に放送された。このコーナーでは、エルモが自分をさまざまな音楽的な状況に想像しながら数学のスキルを教えるというものだった。

### エルモとタンゴの不思議なミステリー（シーズン52 - ）
シーズン52で初放送されたこの「エルモとタンゴの不思議なミステリー」（Elmo & Tango's Mysterious Mysteries）というアニメコーナーでは、エルモと彼の新しい子犬タンゴがセサミストリート周辺でミステリーを解決する内容です。

### セサミストリート:自然の探検隊（Sesame Street Nature Explorers、シーズン54 - ）
シーズン54で初放送されたこの5分間のアニメコーナーは、エルモ、子犬タンゴ、ガブリエル（おばあちゃんのネルから少し助けをもらいながら）が登場し、自然のさまざまな部分を発見する冒険に出かける内容となっている。

### クッキーモンスターの名作劇場（Cookie's Crumby Pictures）
シーズン44で放送されたこのコーナーは、クッキーモンスターが映画の予告編のパロディで登場するという内容。2013年から2015年にかけて、2シーズンで合計15エピソードが放送された。

### スマートクッキーズ
シーズン46で放送されたこのコーナーは、クッキーモンスターが「スマートクッキー」と呼ばれる犯罪を解決するクッキーたちのチームの新米エージェントとして登場する内容。彼の仲間にはリーダーのチポウスキー、テクノロジー担当のフィグビー、そして予知能力を持つミス・フォーチュンがいる。各エピソードでは、クッキーモンスターが自己制御と調整について学び、チームが悪党のベーカリーオーナー「ザ・クラム」の邪悪な攻撃を阻止する。2016年から2018年にかけて、シーズン46から48で合計11エピソードが放送された。

### クッキーモンスターのキッチンカー
シーズン48で導入されたこのコーナーは、クッキーモンスターとゴンガー（The Furchester Hotelから登場）が主役で、自分たちのキッチンカーで働き、ビデオメッセージを通じて生の子どもたちからの注文を受ける内容。レシピを完成させるために、モンスターたちはトラックを特定の場所に運び、そこで特定の食べ物がどこから来るのかを学ぶ。このコーナーは2017年11月18日にHBOで初放送され、これまでに44エピソードが放送されている。日本ではU-NEXTでセサミストリートのエピソードのコーナーとしても含まれており、独立番組としても配信されている。

### クッキーモンスターの今週の文字
「Letter of the Day」または「Cookie's Letter Time」は、シーズン33（2002年）で導入されたコーナー。クッキーモンスターがホストを務め、最初の2年間はゲストがカメオ出演してた。オリジナルのコーナーでは、クッキーモンスターがクッキーにアイシングで書かれた文字を食べないようにするのだが、結局食べてしまう内容だった。シーズン35（2004年）では、プレーリードーンが「Letter of the Day」に参加し、このバージョンでは、アイシングの代わりにフォーム製の文字が使われ、内容はほとんど同じだった。シーズン36（2005年）とシーズン37（2006年）のセグメントでは、「The Letter of the Day Games」というゲーム番組が導入され、エネルギッシュなオフカメラのアナウンサー（マット・ヴォーゲルの声）が進行役を務めた。シーズン38（2007年）では、Letter of the Dayのスケッチはあまり登場しなくなった。シーズン40（2009年）からは、マレー・モンスターが「Letter of the Day」と「Number of the Day」のセグメントを担当するようになった。
シーズン45からは、エルモが新しい歌のリーダーを務め（ビッグバード、アビー・カダビー、グローバー、バート、エルモ、クッキーモンスター、ロジータ、マレー・モンスターとともに）、視聴者にその日の文字を紹介しながら、視聴者を励ます内容が放送された。シーズン47で似たバージョンが登場し、アビー・カダビーがリーダーを務めた。
シーズン50では、この歌の新バージョンが録音され、エルモが引き続きリードボーカルを担当し、キャラクターのラインアップにはマーレイの代わりにゾーイとルーディーが加わった。

### カウント伯爵の今週の文字
「Number of the Day」という数字のコーナーは、カウント伯爵が司会を務めている。数字は0から20まで、最初はシーズン33（2002年）で、カウントがパイプオルガンを弾きながら数字を紹介し、その日の数字に達すると風船や紙吹雪、数字が現れるという形式だった。もしその日の数字が0だった場合、オルガンは煙とともに消えた。シーズン36（2005年）とシーズン37（2006年）では、その日の数字はレストランで紹介され、カウントと彼のガールフレンド、カウントレス・ダーリング・フォン・ダーリングが登場した。カウントはその日の数字が1、2などかを歌い、数字に達するとカウントレスが「STOP！」と叫んだ。このカウントレスとのコーナーは、主に数字11から20まで使われた。また、シーズン36とシーズン37では、数字はジャックインザボックスを使って紹介され（これはショーの初期シーズンで使われた「Numerosity」セグメントに似ている）、主に数字1から10で使用され、シーズン37ではカウントが子どもたちとやり取りすることもあった。シーズン40（2009年）からは、マレー・モンスターが「Letter of the Day」と「Number of the Day」の両方のセグメントを担当した。

### アビーのワクワクアドベンチャー（Abby's Amazing Adventures）
シーズン49で導入されたこのシリーズは、アビー・カダビーと義理の弟 ルーディがアニメで登場。このセグメントは2018年11月17日から2021年6月24日まで放送され、これまでに13エピソードが放送された。

### Big Bird's Road Trip
このシリーズでは、ビッグバードがアメリカ合衆国の各都市（および時折、国際的な場所）から子どもたちをインタビューする。インタビューは、セサミストリートのエルモに向けたビデオチャットとして紹介される。ビッグバードがカリフォルニアに到着した後、セグメントの形式は変更され、ビッグバードとエルモがセサミストリートで子どもたちとの事前に録画されたインタビューを見返す形になった。このコーナーはシーズン50で放送された。

### I Wonder, What If, Let's Try
この繰り返し登場するコーナーでは、子どもたちの創造的で遊び心のある問題解決の思考過程が強調されます。これはシーズン51から初めて放送されました。

### Celebrating Me, Celebrating You, Celebrating Us!
「Celebrating Me, Celebrating You, Celebrating Us!」は、個々の違いや多様性を祝うテーマのコーナーで、シーズン53で初めて放送された。

## 過去に放送されたコーナー

### Abby's Flying Fairy School
これらのコンピューターアニメーションのコーナーは、修行中の妖精アビー・カダビーが登場する。アビーは妖精学校に通い、ミス・スパークルノーズから学んでいる。彼女のクラスには新しいキャラクターが登場し、クラスメートのブロッグやゴニガン、妖精、トロール、そしてジャービルとユニコーンの特徴を持つニブレットがいる。この幼児向けシリーズのエピソードは8〜9分の長さで、シーズン40で初めて放送された。シーズン40から45まで、シーズン40から43の間に26本のショートが制作された。

### スーパーグローバー2.0
このタイトルは、他のキャラクターを助けて世界を救うスーパーヒーローのようなマペット、スーパーグローバーのアップグレード版。コーナーの1つでは、中国の万里の長城にいる話すニワトリが登場する。2010年から2015年の間、シーズン41から45で18エピソードが放送された。

### What's the Word on the Street?
「What's the Word on the Street?」は2007年に初めて登場した。このコーナーでは主題歌の前に流れており、マレー・モンスターがホストを務めている。マレーは人々と今日の単語の意味について話し、視聴者に次のエピソードでその単語が使われるのを聞くように指示する。このコーナーはシーズン38からシーズン45（2007年〜2015年）まで使用された。

### Great Moments at the Sink
これは1996年に始まったスケッチで、子どもたちが健康的な行動（例えば、歯を磨く、手を洗う、顔を洗う）をシンクの近くで行う内容である。

### The Adventures of Trash Gordon
シーズン35からシーズン38（2004年〜2007年）のほとんどのエピソードの終わりに、オスカー・ザ・グラウチはスライミー・ザ・ワームに「トラッシュ・ゴードン」という本の章を読んであげる。この本は900章以上もあり、トラッシュ・ゴードン（ゴードン）という人物が遠くの惑星を訪れるというお話となっている。物語の終わりには、トラッシュが今日の文字を視聴者の前で発表する。

### ヒーローガイ
「ヒーローガイ」は2001年から2002年にかけて放送されたスケッチ。全11回のスケッチで、ベイビーベアがヒーローガイを描いて彼に命を吹き込み、テーマソングを歌う。これらのスケッチはシーズン32で初めて放送され、その後シーズン38まで時々登場した。ヒーローガイはクマのキャラクターで、アニメーションキャラクターとして動いており、ベビーベアと一緒に大冒険を繰り広げる。非常に困難な状況に立ち向かうこともあるが、ヒーローガイは決してあきらめず、日々を救うことができる。

### Spanish Word of the Day
Spanish Word of the Day（邦題は不明）は2002年に放送され、2005年まで続いた。このコーナーでは、キャラクターがスペイン語の単語とその英語の翻訳を教える。通常ではロジータ、グローバー、マリア、またはギャビーが登場する。

### アーニーをさがせ!
アーニーをさがせ！（Journey to Ernie）は隠れんぼのゲーム。ビッグバードは、エルモが入った箱を探さなければならないが、最初や2番目の箱にはエルモがいない。もしエルモが箱にいなければ、スケッチや歌が流れ、その後にゲームが再開される。エルモが見つかると、エルモとバートが登場するスケッチや歌が続く。
2003年には、このコーナーの形式が変わり、ビッグバードは手がかりを探し、エルモがいる場所が最初に出るようになった。この形式では、最初の「アーニーをさがせ！」のように途中で別のコーナーに入ることはなく、完全な物語として展開される。2番目の形式の定番ギャグの1つは、ビッグバードが2頭のモンスターにエルモの場所を尋ね、2つ頭のモンスターが左右を指さすことだった。時には驚くこともある。例えば、テリー・モンスターが三角形の中に隠れたり、バートがエルモではなく自分を隠したり、ビッグバードが隠れてエルモが探したりする。最後に、ビッグバードがエルモを見つけると、2人で歌い、ゲームが終了する。どの形式でも、エルモは「アーニーをさがせ！」の後に続くスケッチに登場する。
若い視聴者に人気があったにも関わらず、『Sesame Street: A Celebration - 40 Years of Life on the Street』によると、このセグメントは2005年以降に終了しました。その理由は、「アニメーションの見た目や雰囲気が他のテレビ番組とあまりにも似ていて、面白かったものの、番組全体には合わなかったから」だそうです。

### モンスタークラブハウス
モンスタークラブハウス（Monster Clubhouse）は、シーズン32に登場した『セサミストリート』の定期的なコーナーで、エネルギッシュな若いモンスターたち、ムーバ、メル、ナーフ、そしてグルーグルが登場する。シーズン33では、ムーバが「グーゲル」に、グルーグルが「フィービー」に改名された。シーズン33からはコーナーが少し短くっていたが、シーズン34では2回放送され、シーズン35で番組から外れた。ただし、セサミストリートのシーズン33からシーズン39までのオープニングに登場し続けた。
DVD『Sesame Street: A Celebration - 40 Years of Life on the Street』によると、このコーナーは2003年に終了したとされている。その理由は、「子どもたちが新しいマペットたちを知らなかったため混乱し、セグメントの速いペースが懸念されたからである。ムーバ、メル、ナーフ、グルーグルのマペットは文字通り壁に跳ね返っていたことが理由で、わずか2シーズンで放送が終了した。」ということである。
日本でも放送されたことがあり、グーゲル（ムーバ）は玉川砂記子、フィービー（グルーグル）は滝沢ロコが担当した。

### Dinner Theatre
Dinner Theatreは、2006年に登場した食べ物をテーマにした『モンスターピース劇場』の後継セグメントです。このコーナーは、2010年代まで放送された。シリーズは、食事の時間や健康的な食習慣の重要性を強調するために、戯曲や映画のパロディを通じて描かれる。ユーモアを交えながら、食事の場でのルールや食べ物の選び方を子どもたちに学ばせる内容となっている。

### Murray Has a Little Lamb
Murray Has a Little Lambは、シーズン39に登場したコーナーである。このコーナーでは、マリーと彼の子羊の友達オベジータがさまざまな学校を訪れ、学校で行われていることや、教師や生徒と話す内容を紹介する。セグメントの前に歌が流れ、マリーが子羊を待つ時間が描かれる。子羊はスペイン語で手がかりを出し、その手がかりにはサッカー、音楽、野球、体操などが含まれる。このタイトルは、母の言い伝えの詩「メアリーさんと小さな子羊」をもじったもの。

### Monsters in Day Care
Monsters in Day Care（邦題不明）は、1998年に放送が始まった定期的なコーナーである。このコーナーでは、ヘリー・モンスターが実際の子どもたちやグループの子どもたちが通うデイケアセンターを訪れる。ヘリーは子どもたちと会話をし、その後モンスターのデイケアに戻って、そこで学んだことを他のモンスターたちに伝える。このコーナーは、子どもたちの社会性やコミュニケーションスキルを育む内容で、視聴者に楽しさと学びを提供する。

### 宇宙のミミズ（Worms in Space）
Worms in Spaceは、1997年に初めて放送されたコーナーで、スライミーと彼の仲間たち「WASA（Worm Astronauts）」が登場する。彼らは「ウィグルプライズ」という宇宙船で、文字や数字を作りあげる冒険を繰り広げる。
日本語吹き替え版では、大川透が担当した。

### Super Morphin Mega Monsters
Super Morphin Mega Monstersは、1990年代に放送された『セサミストリート』の定期的なコーナーで、『パワーレンジャー』のパロディとして描かれている。キャラクターたち、エルモサウルス、ゾイ・セラトプス、テリー・ダクティル、ロシータ・ラプターは、問題が起こると「モーフィン」してマントとヘルメットを装着する。実際の『パワーレンジャー』の戦闘シーンとは異なり、メガモンスターズは武道のような動きで手を振ったり走り回ったりしながらも、攻撃するのではなく、他のキャラクターたちと話し合いで解決しようとする。このユーモラスで教育的なコーナーは、協力や対話の重要性を強調した。

### バートとアーニーのだいぼうけん
バートとアーニーのだいぼうけん（Bert and Ernie's Claymation Adventures）は、シーズン39にデビューしたコーナーで、クレイアニメーションを使用して描かれる。このコーナーでは、アーニーとバートがさまざまな冒険に出かけ、その過程でユーモラスで教育的な体験を提供する。彼らの冒険は、視覚的に魅力的で、子どもたちに協力や問題解決の重要性を教える。

### アーニーが教えてあげる（Ernie's Show and Tell）
アーニーが教えてあげる（Ernie's Show and Tell）は、アーニーが司会を務め、子どもたちが宝物を見せてくれるコーナー。このコーナーでは、アーニーが子どもたちにさまざまな物を見せてもらい、その物に関する質問や話を展開する。子どもたちは自分のお気に入りのアイテムを紹介し、アーニーと一緒にその物の特徴や使い方を楽しく学ぶ。このコーナーは、子どもたちの発想やコミュニケーションスキルを育むことを目的としている。

### Cecille
これらのストップモーション音楽コーナーでは、女性のオレンジ色の粘土ボールが登場し、コーナーのテーマについて歌う。内容は、西洋式の歯磨きから自分自身についての歌まで多岐にわたる。これらのセグメントは、シーズン22〜39（1990〜2008年）の間に放送された。オレンジ色の粘土ボールは、キャッチーな歌と遊び心のあるアニメーションで、子どもたちに日常的な概念や生活スキルを楽しく教えた。

### Murray's Science Experiments
Murray's Science Experimentsは、『セサミストリート』のコーナーで、マレー・モンスターが司会を務め、子どもたちが科学について学ぶ手助けをする実験を行うという内容。このコーナーでは、マレーがさまざまな実験を通じて、科学的な概念を楽しく紹介します。子どもたちは、実験を通じて科学の基本的な原理を理解し、興味を持つことができるようになります。

### グローバル・グローバー
グローバル・グローバーは、グローバーが世界中を旅してその場所について紹介するコーナーで、ビデオの一部として各地の映像が流れる形式。グローバーは自分が訪れた場所を視聴者に説明し、その後、その場所に関連したフィルムセグメントが紹介される。
また、Global Groverは2005年秋に独立した5分間のエピソードで構成される30エピソードのシリーズとして放送され、2006年にはアジアのPlayhouse Disney（現:Disney Junior）で初公開された。このシリーズでは、グローバーが世界のさまざまな文化や国々を探訪し、視聴者に新しい知識を楽しさと共に提供していた。
日本では2011年頃にディズニーチャンネルのプレイハウス・ディズニー枠で放送されたことがある。グローバーの声優はNHK版と同じく落合弘治が担当。

### モンスター・ピース劇場
モンスター・ピース劇場（Monsterpiece Theatre）は、1978年4月25日から1999年5月5日まで放送されたコーナー。マスターピース・シアターのパロディ。このコーナーでは、クッキーモンスターが、アリスター・クッキーとして司会を務めている。
日本では、日本語解説時代に放送されたのみで日本語吹き替え版は存在しない。

### Mysterious Theatre
Mysterious Theatreは、『セサミストリート』のシーズン20（1988〜1989年）で導入された定期的なコーナーで、テレビ番組『Masterpiece Mystery』のパロディ。このコーナーは、ヴィンセント・トゥワイス（ヴィンセント・プライスのパロディ）が司会を務め、彼が「シャーロック・ヘムロック：世界一の探偵」のエピソードを紹介。エピソードでは、シャーロック・ヘムロックと彼の犬ワトソンが犯罪や謎を解決するストーリーが展開される。ユーモアとミステリーが融合したこのコーナーは、視聴者に楽しさと学びを提供した。

### カーミットニュース (Sesame Street News Flash)
1972年から定期的に放送されたコーナー。名探偵のようなトレンチコートを着たカーミットが、さまざまな現場の状況を伝えるという内容だった。ハリケーンがくるぞという連続エピソードでは、カーミットが現場の状況を伝える最中にものすごく大きなハリケーンで吹き飛ばされてしまったことがある。その回では、天気予報士のアル・ローカーがゲストとして登場した。
日本でも放送されたことがあり、NHK版とテレビ東京版で2種類の日本語吹き替え版が存在する。NHK教育版ではあまり放送されなかったと思われるが、このコーナーが放送されなかったエピソードでオリジナル版ではリピートされた回数が少ない「カーミットと透明人間ジョン（The Invisible Man）」というコーナーが放送されていたことがある。

### Postcards from Big Bird
Big Bird's Travelsは、1990年代半ばから放送された『セサミストリート』のコーナーで、ビッグバードが世界中のさまざまな場所を訪れる内容。このコーナーでは、ビッグバードが異なる文化や地域を紹介し、視聴者に世界各地の特徴や日常生活について学ぶ機会を提供した。ビッグバードの冒険を通じて、視聴者は多様な国々とその文化について理解を深めることができた。

### Spaceship Surprise
Spaceship Surpriseは、『セサミストリート』のシーズン20（1988〜1989年）で導入された定期的なコーナーで、テレビドラマ『スター・トレック』のパロディ。このコーナーでは、船長とその友達が奇妙な惑星（CH、TR、SHなど）を訪れる。また、『スター・トレック：ザ・ネクスト・ジェネレーション』を基にしたエピソードもあり、そこでは新入乗組員が惑星Hを訪れる。ユーモアと冒険を交えたこのコーナーは、視聴者に楽しさと学びを提供していた。

### Global Thingy
ジム・ジンキンスと彼のスタジオ、カートゥーン・ピザによって制作されたアニメーションコーナーで、さまざまなクリーチャーたちとその日常的な問題が描かれている。主要キャラクターであるグローバル・シンギーは、大きな地球儀のような存在で、クリーチャーたちが直面する問題を解決する手助けをする。このシリーズは、クリーチャーたちが様々な困難をどう乗り越えるかを、楽しく教育的な方法で描いている。

### Here Is Your Life
HHere Is Your Lifeは、『セサミストリート』の定期的なコーナーで、アメリカのテレビ番組『This Is Your Life』のパロディ。このコーナーは、ガイ・スマイリー（後にソニー・フレンドリー）が司会を務め、視聴者にさまざまな物の「人生」を紹介する内容。物の「人生」を振り返り、それがどのように使われてきたか、またその物にまつわる出来事を紹介することで、ユーモラスに展開された。

### ビッグバードの絵画鑑賞
セサミストリートのシーズン32に登場するコーナーで、ビッグバードが友達と一緒に美術館に行き、有名な絵画を鑑賞する内容。このコーナーでは、ビッグバードとその仲間たちが絵画を見て、その作品について話し合いながら、アートの世界に触れることを楽しむ様子が描かれている。

### Camp Wannagohoma
Camp Wannagohomaは、キャンプカウンセラーのグローバーとキャンプの子供たちが自然を探険する定期的なコーナー。グローバーが何かの名前を間違えて言うと、子供たちは一斉に「違うよ、それじゃない！」と言い、正しい名前を説明する。このコーナーは、教育的でありながらもユーモラスなやり取りを通じて、視聴者に自然の知識を楽しく教えた。

### Miami Mice
Miami Miceは、『セサミストリート』のシーズン18（1986〜1987年）で導入された定期的なコーナーで、テレビドラマ『Miami Vice』のパロディ。このコーナーでは、J.P. マウスとティト・マウスのコンビが登場し、犯罪や謎を解決していく。二人はスリル満点の捜査を行い、ユーモアを交えたアクションとミステリーを展開する。.

### Blue Bird
Blue Birdは、『セサミストリート』のシーズン20（1988〜1989年）のスケッチで、ビッグバードが日常の問題を解決するために「Blue Bird」というコミックブックを作るという内容。2本のスケッチで構成されており、最初のスケッチでは、マリアがトースターを修理しているため、ビッグバードを「アラウンド・ザ・コーナー」遊び場に連れて行けないという話。もう一つのスケッチでは、ボブが靴下を片方失くしてしまうというエピソード。

### Colambo the Detective Sheep
Colambo the Detective Sheepは、『セサミストリート』の定期的なコーナーで、羊の名探偵 刑事コランボ（刑事コロンボのパロディ）が登場。このセグメントでは、コランボがマザーグースやおとぎ話の中の犯罪を解決する役割を果たす。代表的なエピソードには『The Great Plum Plunder』や『The Case of the Lost Mittens』、『The Lost Slipper Caper』などがある。コランボはその独特の言動と観察力で謎を解き明かし、視聴者にユーモアさを提供していた。

### The American Revolution
The American Revolutionは、『セサミストリート』のシーズン20（1988〜1989年）で導入された定期的なコーナーで、アメリカ合衆国が誕生した1776年を舞台に、セサミストリートのキャラクターたちが登場する。このコーナーでは、キャラクターたちが当時の歴史的な人物や出来事を模して、アメリカ独立戦争のさまざまな側面をユーモラスに描いている。

### Lifestyles of the Big and Little
Lifestyles of the Big and Littleは、『セサミストリート』のシーズン18（1986〜1987年）で導入された定期的なコーナーで、テレビ番組『Lifestyles of the Rich and Famous』のパロディ。このコーナーは、ロビン・リークのパロディキャラクターであるディッキー・ティックが司会を務め、「非常に大きいもの」と「非常に小さいもの」を紹介する。制作されたスキットは2本のみ。

### What's My Part?
What's My Part?は、『セサミストリート』のシーズン2（1970〜1971年）で導入された短命ながらも人気があったコーナーで、テレビゲームショー『What's My Line?』のパロディ。このコーナーはガイ・スマイリーが司会を務め、出演者が自分の体の一部を当てるという内容だった。制作されたスキットは「鼻」と「足」の2本のみ。しかし、ガイ・スマイリーはその後も『ネーム・ザット・サウンド』や『ビート・ザ・タイム』など、いくつかの定番ゲームショーコーナーで登場し続けた。

### Primitive
フランチェスコ・ミッセリの作品を基にした先史時代のストップモーションアニメシリーズで、異なる色の顔のひげを持つ二人の洞窟人が登場。一人は、上の歯が2本ある、やや自信家でいたずら好きな茶色の髪の洞窟人（声：エリック・ジェイコブソン）、もう一人は、歯がなく骨のネックレスを着けた、明るく親切な赤毛の洞窟人（声：ジョーイ・マッザリーノ）である。このショートシリーズは2003年に登場し、2012年まで放送された。

### Kid Mural Painting
この「ナンバー・オブ・ザ・デイ」スキット（14〜19）は、1997年から2010年にかけて『セサミストリート』で放送されました。白いTシャツとペインターズオーバーオールを着た子供たちのグループが、まず芝生に描かれた小さな壁画テンプレートを分析し、次に2本の木の間に張られた大きなキャンバスに時間経過を伴って壁画を描き始める。急速に進むペインティングシーンの合間に、異なる子供たちが駆け寄り、手のひらに色とりどりの塗料で描かれた「その日の数字」を見せる（黒と白、青、緑、黄色など）。
また、グループの子供たちは協力して、ブロンドの女の子（グループの一員）を持ち上げ、彼女の裸足に描かれた「その日の数字」を見せる。数字は紫色で足の裏に塗られ、小さな紫と黄色のドットが彼女のつま先に描かれている。
セグメント中には、子供たちが楽しくペンキを互いに飛ばしたり、手や足でガラス板にペンキを押し付けて遊んだりするシーンもある。最後に、子供たちは完成した壁画を見せて終了。

### Madlenka
ピーター・シスの絵本シリーズを原作としたアニメーション短編シリーズで、2004年に初登場。『グローバル・グローバー』の後を引き継ぐ形で『グローバル・シンギー』とともに登場した。このシリーズは、6歳の少女マドレンカ（声：ステファニー・ダブルッツォ）を主人公にしている。

### Sneak Peek Previews
"Sneak Peek Previews"は、シーズン15（1983〜1984年）に導入された『セサミストリート』のコーナーで、『アット・ザ・ムービーズ』のパロディとして制作された。テリー・モンスターとオスカー・ザ・グラウチが司会を務め、テリーは映画に「WOW!」を与え、オスカーは「PHOOEY!」をつけるという評価スタイルをとっていた。
あるスケッチでは、本家のロジャー・イーバートとジーン・シスケルが登場し、テリーとオスカーに「親指を上げる（良い評価）」と「親指を下げる（悪い評価）」の意味を教える場面もあった。このコーナーは、1997年の『セサミストリート』のビデオ作品『Sing Yourself Sillier at the Movies』にも prominently featured されている。

### スージー・カブルージー
モー・ウィレムズが制作した短編アニメ作品。オレンジ色の少女 スージー・カブルージー（声：ルース・バジー）と、彼女のペットの猫フェフ（同じくルース・バジー）が登場し、想像力や読書などのテーマについて歌ったり、「今日の数字」を発表したりする。これらのセグメントは、シーズン26〜39（1994年〜2008年）にわたって放送された。スージー・カブルージの日本語版声優は、滝沢ロコが担当した。

### ヌードルとネッド
シーズン29で導入された、ジョン・R・ディルワースと自身のスタジオ「ストレッチ・フィルムズ」によって制作された短編アニメ作品。この短編は、風変わりな黄色い男ネッド（Nedd）と、彼よりも少し賢い紫色の猫ヌードルズ（Noodles）が、日常の問題を解決していく様子を描いている。日本語吹き替え版では、大川透が担当した。

### その他のコーナー
※マペットの声優および登場人物もしくはゲスト声優については、セサミストリートに登場するマペットとゲストとして登場した人物を参照。
- 「Elmo's "Affraid"」 - エルモ、ジュリア・ロバーツ

第2790話（米国放送日：1991年1月11日）で初放送。日本でもシーズン30（2000年頃）あたりから放送されたことがある。エルモがジュリアに恐怖を体験させるというコーナー。
- 「Elmo & Whoopi: Your Favorite Hair」 - エルモ、ウーピー・ゴールドバーグ

第2746話「Big Bird's Birthday or Let Me Eat Cake」（米国放送日：1991年3月9日）で初放送。エルモがウーピーの髪を好きと言い、ウーピーもエルモの毛を好きというコーナー。
- 「Elmo & Whoopi: Musical Instruments」 - エルモ、ウーピー・ゴールドバーグ

第3971話（米国放送日：2001年3月19日）に初登場。エルモとウーピーが楽器を演奏し、「Somebody Come and Play」を歌う。
- 「The Wonderful Use of a Stick」 - エルモ、ロビン・ウィリアムズ

第2835話（米国放送日：1991年3月15日）に初登場。ロビン・ウィリアムズがエルモにすてきな棒の使い方を教えるというコーナーだった。
- 「Christopher Reeve's life in a wheelchair（クリストファー・リーヴの車椅子生活）」 - ビッグバード、ゾーイ、クリストファー・リーヴ

第3906話（米国放送日：2000年6月1日）に初登場。これはビッグバードとゾーイが、リーヴと息子のウィルに会い、リーヴがビッグバードたちに1995年に脊髄損傷を起こした後（バージニア州シャーロッツヴィルで乗馬競争中に落馬したため）の生活と、車椅子の使い方を説明していた。ただし、HBOでこの回が再放送された際にはカットされている。
- 「B or not a B?」 - パトリック・スチュアート

第3508話（米国放送日：1996年4月24日）に初登場。シェイクスピアの衣装をきて、文字のBについて独白で説明するコーナー。
- 「Telly & Jodie: Little Jack Horner」 - テリーモンスター、ジョディ・フォスター

第3079話（米国放送日：1993年3月18日）に初登場。テリーがジョディに「ちびっこジャック・ホーナー」の朗読をしてもらうコーナー。
- 「The meaning of the word "Important"」 - オスカー・ザ・グラウチ、ジョディ・フォスター

第3117話（米国放送日：1993年4月13日）に初登場。日本でも日本語吹き替え版が存在する。ジョディ・フォスターは、オスカーに「大切さ」という言葉の意味を教えるコーナー。オスカーもジョディに「大切さ」を教えるが、それをするたびにイライラしてしまう。
- 「Muppets and Kid」 - マペット（カーミット、グローバーなど）、子供たち

1970年代から放送されているコーナー。「キャリントンは何歳？」や「アンドリュー、数を数える」に「カーミットとジョーイのアルファベット」などがある。
- 「ヘリ―モンスターの中身」 - カーミット、へリーモンスター

第1974話（米国放送日：1984年11月29日）に初登場。カーミットがX線装置を使ってヘリ―モンスターのからだの内部を視聴者に見せるというコーナー。
- 「Two-Headed Monster Segmetns」 - 2つ頭のモンスター

第1189話（米国放送日：1978年11月30日）から放送されているコーナー。歯ブラシを学んだり、片方がもう片方のモンスターのシャックリを治したり、スプーンを使って食べるときのマナーを学んだり、「MOM（ママ）」、「RUN（走る）」、「SAD（悲しい）」という単語を発音したりしていた。
- 「Guy Smiley Segments」 - ガイ・スマイリー

1970年代から放送されたコーナー。「顔を当てまショー」など様々な番組で、スマイリーは司会を務めていた。
- 「バートとアーニーのコント」 - バート、アーニー

1969年の初回放送から存在するコーナー。アーニーが何かに夢中になると、バーニーが困ったりしていた。
- 「宇宙船サプライズ号」- ブレイブ船長

第2414話（米国放送日：1988年2月4日）から放送されたコーナー。スター・トレックのパロディ。
- 「火事とEXIT」 - 火事で慌てるお嬢さん

第536話（1973年11月19日）から放送されたコーナー。自分の部屋が当然火事になり、必死に逃げようと急いで出口を探すというコーナー。間違ってトイレに行ったり、押し入れに行ったり、テーブルをひっくり返したりとドジばかりしていたが、子供たちの掛け声によって火事になった部屋を見事に脱出成功した。
- 「グローバーとジョンソンのコント」 - グローバー、ジョンソン

1970年代から放送されているコーナー。グローバーが様々な職業で働いており、ジョンソンが困り役というコント劇。
- 「ビッグバードとスナッフィー」 - スナッフィー、ビッグバード

シーズン31からシーズン32まで放送された数字のコーナー。4匹の子羊がステージで命がけの芸をしたり、タキシードを着たゾウが「Tea for Two」に合わせて踊ったり（最後、ステージをメチャクチャにしてしまう）などといった場面もあった。
- 「バートとアーニーの探検隊」 - バート、アーニー

バートとアーニーがエジプトのミイラを探したり、ジャングルの探検をしたりするコーナー。
- 「バットマンの交通教室」 - バットマン、ロビン、ジョーカー

シーズン1の第90話で放送されたアニメーションコーナー。バットマンとロビンジョーカーを追いかけ、バットマンが交通道路について子供たちに教えるという内容。
- 「Batman and Robin Around, Up and Through」 - バットマン、ロビン

シーズン1の第96話で放送されたアニメーションコーナー。バットマンが「まわり」、「上」、「通り抜ける」を知り、それからブーメランで悪者を捕まえる。
- 「Batman and Robin Clean and Dirty」 - バットマン、ロビン、ペンギン

ダイナミック・デュオ（バットマンとロビン）は、ペンギンの一味を捕まえた後 「きれい」と「汚い」の逆の組み合わせを教える。
- 「ゴミのUP、DOWN」

1人の男が座ると、上から突然ゴミが落ちていくというコメディコーナー。
- 「簡単なことと難しいこと」 - イツァーク・パールマン

バイオリニストのパールマンが、足が不自由だから階段を登れず、そばにいる女の子なら簡単だろうと言うが、その女の子は難しいと答える。
- 「People in Your Neighborhood」 - ボブ、マペットたち

ボブとマペットたちが、有名な童話などの人物になりきって演じきっていくという演劇。

### 文字のコーナー
- 「Superman Favorite's Letter S」 - スーパーマン

シーズン1の第8話（1969年11月19日放送）で放送された文字のコーナー。スーパーマンが空を飛んで、子供たちに文字のSが何かを教えるという内容。
- 「ジム・ヘンソンのねんどアニメ」

1969年から放送されたアニメーションコーナー、ジム・ヘンソンによる制作。ねんどでヘビなどが登場しており、その粘土から文字を作っていく。
- 「Whoopi Goldberg's "WH"」 - ウーピー・ゴールドバーグ

第2861話（米国放送日：1991年4月22日）に初登場。ウーピーが自分の名前を単語にして並べ替えて言うコーナー。
- 「Ernie and Chris: Alphabet」 - アーニー、クリストファー・リーヴ

第3911話（米国放送日：2000年5月8日）に初登場。これはアヒルくん（ラバーダッキー）を持ったアーニーが、クリス（リーヴ）と一緒にアルファベットを言うというコーナー。
- 「Typewriter Segments」 - タイプライター

1970年代から放送されたコーナー。タイプライターが様々な単語を文字で説明する。
- 「空手のK」 - ピンクパンサー、ナレーション（落合弘治）

ピンクパンサーが空手で文字のKを作るコーナー。完成はしたが、しばらくして崩れてしまう。
- 「文字のJのおはなし」 - ジャッグヘッド（大川透）

ジャグヘッド・ジョーンズが文字のJについて話、とてもワイルドなお話をする。
- 「The Picnic Patrol」 - ピクニック・パトロール

シーズン40の第4196話から放送されたアニメーションコーナー。アリの大群が一列に前へ並んで進みだし、その日の文字で始まるピクニックの食べ物を探しに向かうという内容。
- 「文字の詩」

1978年から放送されていたコーナー。子供や大人がその日の文字のテーマを詩で伝えるという内容であった。
- 「アルファベットダンサー」 - マリア

子供たちがダンスをしながらその日の文字を作る。ナレーションは、マリアが担当。
- 「アルファベット：インタビュー」 - エルモ、ビッグバード、ゴードン

ゴードンは、ビッグバードとエルモのためにアルファベットを教え、頭文字を見つけたという話をしている。
- 「今日の文字（Elmo Lettter of the Day）」 - エルモ、ビッグバード、アビー・カダビー、クッキーモンスター、マレー・モンスター、グローバー、ロジータ

エルモとみんなで今日の文字を歌うコーナー。

### 数字のコーナー
数字は0を含めて1から40まであるが、22から39までと41からはない。
- 「ピンボール」

シーズン8からシーズン33まで放送された非常に有名なアニメーションコーナー。歌手が1から12までの数字を数えながら歌い、銀の玉が遊園地、ゴルフコースなどを迷路のように潜り抜け、ゴール地点に到達するというシーンがとても魅力的。数字の1はなく、2から12までが放送された。アニメーション制作はイマジネーション社が制作しており、ジェフ・へイルとが監督・構成・デザインを担当し、アーニー・フォッセリウスがアニメーターとして参加している。ウォルト・クレーマーが作曲・プロデュースをしており、エド・ボガスが編曲を担当し、ポインター・シスターズというとても個性的なボーカル・グループで構成されている。
- 「Number Medley」

ペンタトニックスが1から10までの数字を歌った後、その数字を順番に歌で伝える。日本では日本語吹き替え版になっており、シーズン48で聞ける。
- 「数字の歌（Numerosity）」

子供たちがその日の数字を数え、物や動物などに数を数える。最後、ケーキを作ったシェフが転んで歌は終わる。実写パート部分はそれぞれ異なる。
- 「ベルボーイ」- ベルボーイ ※日本語吹き替え版の存在は不明

シーズン20からシーズン37まで放送された数字のコーナー。疲れ知らずのベルボーイが主人公で、ロビーで迷子になってるベティという女の子とボビー・ブロビーという男の子と一緒に逸れたパパとママを探すのを手伝ったり、10匹の犬の散歩に連れて行ったりもした。
- 「Number of the Day」 - カウント伯爵

カウント伯爵が歌っており、今日の数を数える。エルモたちも歌っている。
- 「Number of the Day How Many Cookies」 - エルモ、ビッグバード、アビー・カダビー、クッキーモンスター、マレー・モンスター、グローバー、ロジータ

クッキーモンスターとなかまたちがその日の数字を歌い、オーブンで焼けたクッキーがいくつあるかカウント伯爵が数を数える。
他にもいくつかのコーナーが日本語吹き替えや日本語解説で放送されている。

## 海外で放送されているコーナー

### バートの実験教室（Berts Experimente）
バートの実験教室（Berts Experimente）は、ドイツ版セサミストリートこと「Sesamstraße」のコーナー。STEM教育をテーマとしており、バートが様々な実験をみんなに見せるという内容。日本ではU-NEXTで配信されている。

## 日本オリジナル版で放送されたコーナー
モジャボの単語崩しゲーム
モジャボが空手で見えない壁を崩して英単語を見つけていくというコーナー。